# Вибори Тимчасового президента Республіки Китай 1911 року
Вибори Тимчасового президента і віце-президента Республіки Китай у 1911 році пройшли 29 грудня 1911 року під час Синьхайської революції на посади Першого тимчасового президента і віце-президента Тимчасового уряду Республіки Китай. Сунь Ятсен і Лі Юаньхун були обрані відповідно Президентом і Віце-президентом. Сунь присягнув опівночі 1 січня 1912 року й оголосив про офіційне заснування Республіки Китай.
Один голос був наданий кожної з 17 провінцій, що беруть участь в зборах, включаючи Чжилі, Хенань, Шаньдун, Шаньсі, Шеньсі, Хубей, Хунань, Гуандун, Гуансі, Сичуань, Юньнань, Ґуйчжоу, Цзянсу, Цзянсі, Чжецзян, Фуцзянь і Аньхой.

## Підсумок голосів

### Президентські вибори
| Партія | Партія       | Кандидат   | Голоси | Відсоток |
| ------ | ------------ | ---------- | ------ | -------- |
|        | Тунменхой    | Сунь Ятсен | 16     | 94.11%   |
|        | Тунменхой    | Хуан Сін   | 1      | 5.88%    |
|        | Безпартійний | Лі Юаньхун | 0      | 0%       |
| Всього | Всього       | Всього     | 17     | 100.00%  |

### Вибори віце-президента
| Партія | Партія       | Кандидат   | Голоси | Відсоток |
| ------ | ------------ | ---------- | ------ | -------- |
|        | Безпартійний | Лі Юаньхун | 17     | 100%     |
|        | Тунменхой    | Хуан Сін   | 0      | 0%       |
| Всього | Всього       | Всього     | 17     | 100.00%  |